# The Barbados Advocate
The Barbados Advocate est le deuxième quotidien le plus important de la Barbade. Lancé en 1895, il est le journal publié le plus longtemps sans interruption du pays. Imprimé en couleur, The Barbados Advocate couvre de nombreux sujets tels que les affaires, les sports, les loisirs, l'actualité locale, nationale et internationale, et la politique. Il mène également des investigations sur des sujets sensibles. Le quartier général de The Barbados Advocate se situe à Bridgetown.